# Neoquinqueloculina
Neoquinqueloculina es un género de foraminífero bentónico de la familia Miliolidae, de la superfamilia Milioloidea, del suborden Miliolina y del orden Miliolida. Su especie tipo es Neoquinqueloculina parabicostata. Su rango cronoestratigráfico abarca el Holoceno.

## Clasificación
Neoquinqueloculina incluye a las siguientes especies:
- Neoquinqueloculina parabicostata
- Neoquinqueloculina thuanhaiensis